# Seenotrettungsboot

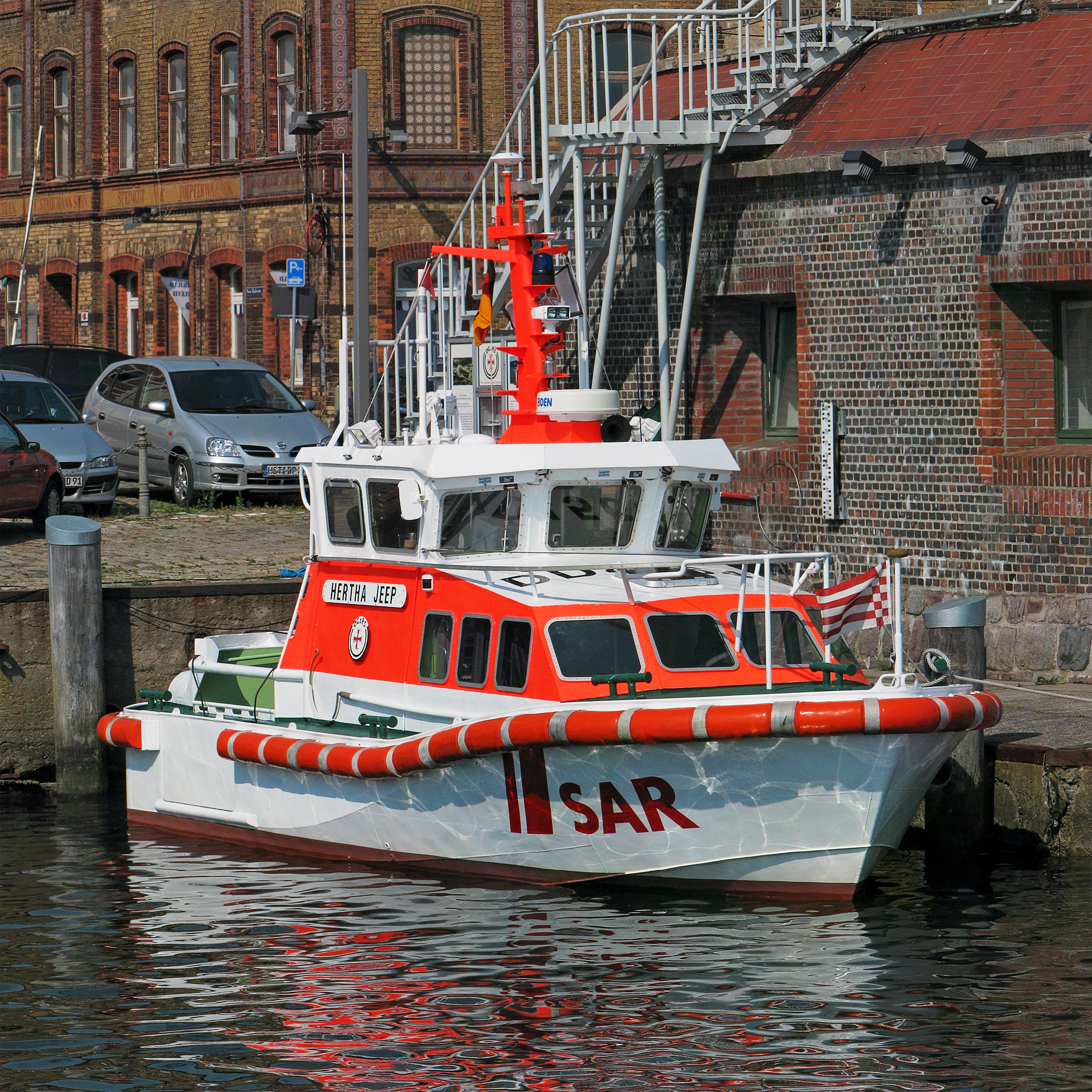
Aktuelles Seenotrettungsboot

Seenotrettungsboot (Präfix SRB) ist die Eigenbezeichnung der Deutschen Gesellschaft zur Rettung Schiffbrüchiger (DGzRS) für kleinere Rettungsboote von bis zu 12 Meter Länge. Die primär für Einsätze in Küstennähe vorgesehenen Boote können als selbständige Einheiten agieren und ergänzen die Lücken zwischen den großen Stationen an der Küste, die mit Seenotkreuzern ausgestattet sind. Sie stellen rund zwei Drittel der Rettungsflotte der DGzRS.
Die Kennzeichen der SRB sind, je nach Typ (Klasse), ein geringer Tiefgang zwischen 50 und 100 Zentimeter, ein geschlossenes Deckshaus, eine hohe Manövrierfähigkeit und die Selbstaufrichtung nach dem Kentern. Rumpf und Aufbau bestehen meist aus Aluminium, bei neueren Booten kommt auch Kunststoff zum Einsatz. Mit Motorleistungen zwischen 200 und 400 PS erreichen die Boote Geschwindigkeiten von 18 bis 38 Knoten. Sie werden von einer ehrenamtlichen Besatzung gefahren und stehen nach Alarmierung kurzfristig zum Einsatz bereit.

## Entwicklung
Die Entwicklung der Seenotrettungskreuzer (SRK) in den 1950er-Jahren bedeutete den Anfang vom Ende der Motorrettungsboote (MRB) in Deutschland. Zunächst waren die alten MRB aus den 1930er und 1940er Jahren noch unverzichtbar für die Einsatzfähigkeit der Seenotrettung an den deutschen Küsten. Nachdem bis 1970 die Rettungsstationen an den Zufahrtswegen zu den wichtigen deutschen Häfen an Nord- und Ostsee mit den neuen SRK ausgestattet waren, war es an der Zeit, auch die restlichen Stationen am Wattenmeer der Nordsee und an der flachen Ostseeküste mit neuen Rettungseinheiten auszustatten. Die MRB hatten das Ende ihrer technischen Einsatzbereitschaft erreicht und mussten nicht zuletzt auf Grund der technischen Entwicklung ersetzt werden. Auch die Zunahme des Freizeitsports auf dem Wasser mit der Zunahme von Unglücksfällen im Flachwasserbereich der Küsten ließ die Gesellschaft nach adäquaten Ersatz suchen. In diesen küstennahen Gewässern hatten sich kleinere Boote mit geringerem Tiefgang bewährt.
Das Ziel der Neuentwicklung war die Konstruktion von kleineren, selbständig operierenden Einheiten für die Flachwassergebiete vor den Küsten. Die zunächst als Strandrettungsboote bezeichneten Boote sollten das neu aufgebaute Netz der SRK ergänzen, um die Seenotrettung an den deutschen Küsten in Richtung Strand auszubauen.  Wie bei den SRK waren für die Nachfolger der MRB ähnliche Eigenschaften gefragt:
- geringer Tiefgang
- unsinkbar und selbstaufrichtend
- hohe Stabilität des Schiffsrumpfs
- unbegrenzt seetüchtig auch bei starkem Wellengang und extremen Schlechtwetterlagen
- geschlossener Decksaufbau zur geschützten Unterbringung von geretteten Personen

Durch eine doppelte Rumpfschale aus Aluminium erhielten die Boote die notwendige Stabilität, um auch harte Grundberührungen schadlos überstehen zu können. Dadurch konnte Platz für Tanks gewonnen sowie auch die Außenhautkühlung der Motoren ermöglicht werden. Mit den Tochterbooten der 19-Meter-Klasse existierte schon die richtige Grundkonstruktion mit Kajüte und Walfischdeck, das überkommendes Wasser (Grüne See) schneller abführen kann. So entstanden ab 1971 verschiedene Klassen bzw. Baureihen von Seenotrettungsbooten, die sukzessive die teilweise noch in Holzbauweise gefertigten MRB auf den Stationen an der Küste ablösten.

## 1. Generation ab 1971

### 7-Meter-Klasse 1971
Erste Vertreter der neuen Seenotrettungsboote waren die ab 1971 ausgelieferten 12 Boote der 7-Meter-Klasse. Bei 2,34 Meter Breite hatten sie einen Tiefgang von nur 60 Zentimeter. Acht Boote für Ostseestationen kamen von der Evers-Werft in Niendorf und die restlichen vier für die Nordseestationen erbaute die Schweers-Werft in Bardenfleth. Sie waren in Anlehnung an die 5,50 Meter langen TB der 19-Meter-Klasse entstanden und wiesen wie diese auch eine Bergungspforte auf. Mit dem relativ schwachen Dieselmotor von 54 PS erreichten die Boote eine Geschwindigkeit von 10 Knoten.
Neben den 12 Booten der Serie zählen noch drei weitere hinzu, von denen zwei ehemalige Tochterboote waren und die Anfang der 1980er Jahre gebaut worden waren. Alle Boote versahen ihren Dienst auf vielen verschiedenen Stationen bis in die 1990er Jahre, die letzten drei gingen bis 2003 außer Betrieb. Nur ein Boot wurde verschrottet und die restlichen sind entweder in Privatbesitz oder als Museumsboot ausgestellt.

### 12-Meter-Klasse
Gleichzeitig mit den 7-Meter-Booten erfolgte auch die Stationierung von Booten der 12-Meter-Klasse, die auf Grund ihrer Größe auch für eigenständige Einsätze auf hoher See vorgesehen waren. Sie wiesen eine Breite von drei Meter auf und hatten einen Tiefgang von 90 Zentimeter. Von dieser Klasse wurden aber nur zwei Boote auf der Evers-Werft gebaut. Mit ihrem 240-PS-Dieselmotor (177 kW) erreichten die Boote 17 Knoten (31 km/h) Höchstgeschwindigkeit und besaßen schon ein Radargerät, aber keine Bergungspforte. Sie beendeten ihre aktive Dienstzeit 2005 bzw. 2000 und kamen danach auf der SAR-Schule der DGzRS zum Einsatz. Beide Boote sind heute noch erhalten und auf Juist und Fehmarn ausgestellt.

### 9-Meter-Klasse
Für die Stationen an der Nordsee sah die DGzRS etwas längere Boote als geeigneter an und ließ fünf weitere Boote mit neun Meter Länge auf der Schweers-Werft bauen. Sie stießen ab 1977 zur Flotte und basierten auf dem Tochterboot der 44-Meter-Klasse. Die 2,7 Meter breiten Schiffe hatten einen Tiefgang von 90 Zentimeter und besaßen wieder eine Bergungspforte. Mit dem eingebauten 190-PS-Motor (140 kW) waren bis zu 15 Knoten Geschwindigkeit möglich. Ausgestattet mit Radar und erweiterter Rettungs- und Bergungsausrüstung konnten sie ihre gute Praxistauglichkeit beweisen und waren richtungsweisend für die folgenden Generationen. Die Boote schieden zwischen 2004 und 2006 aus der Flotte aus. Zwei dieser Boote sind als Museumsboote erhalten.

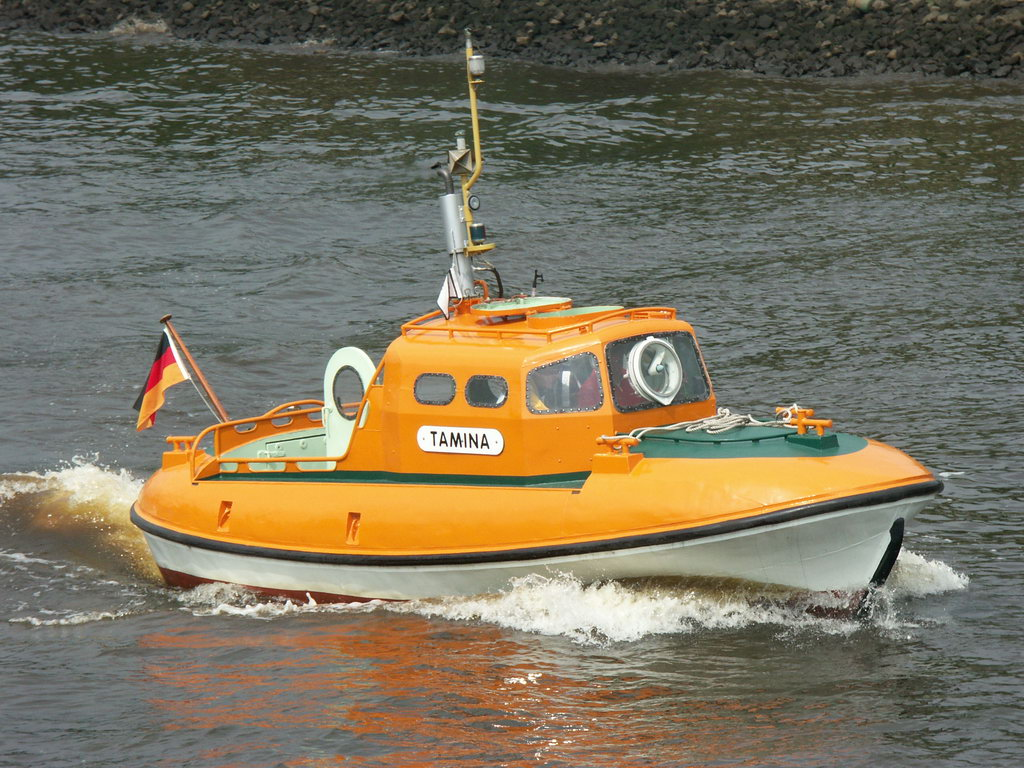
SRB 7-m-Klasse-1971
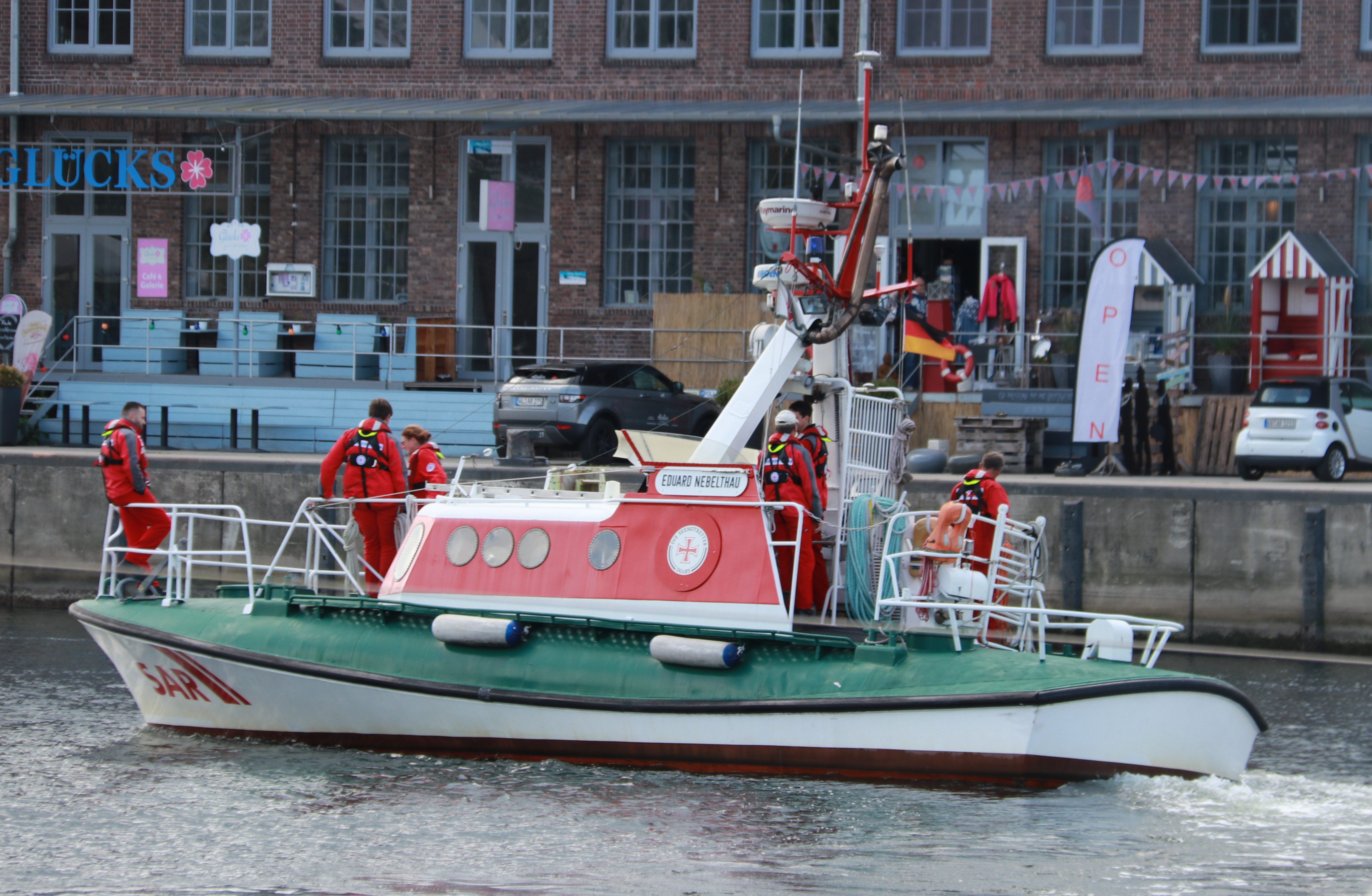
SRB 12-m-Klasse
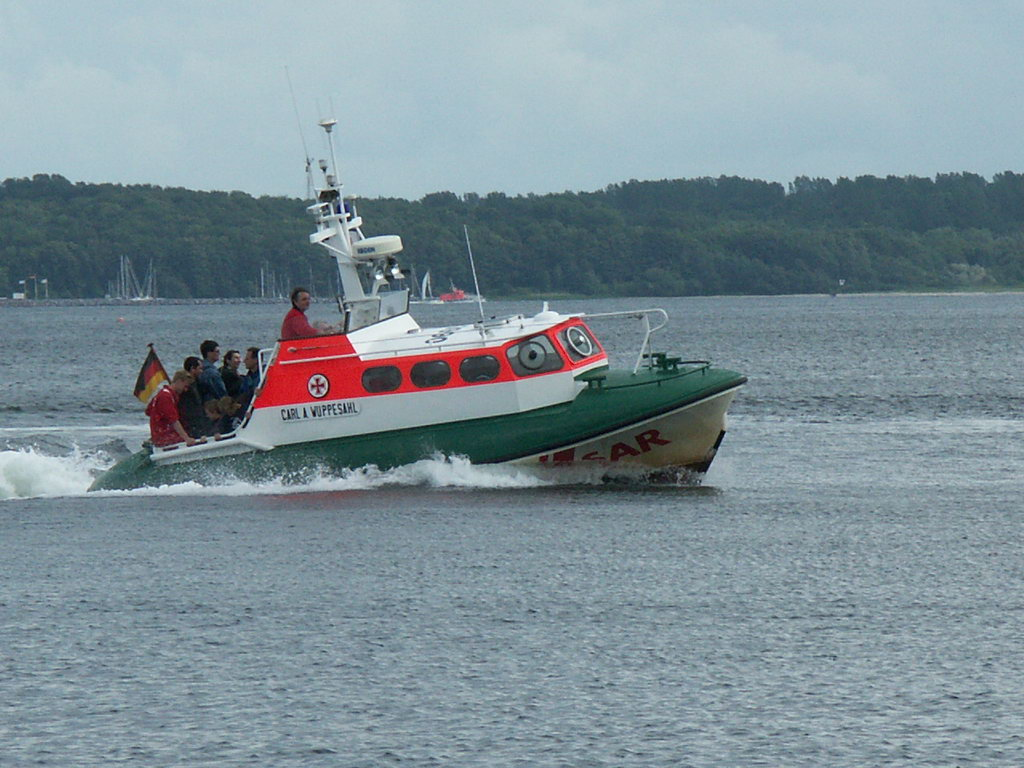
SRB 9-m-Klasse

## 2. Generation ab 1992

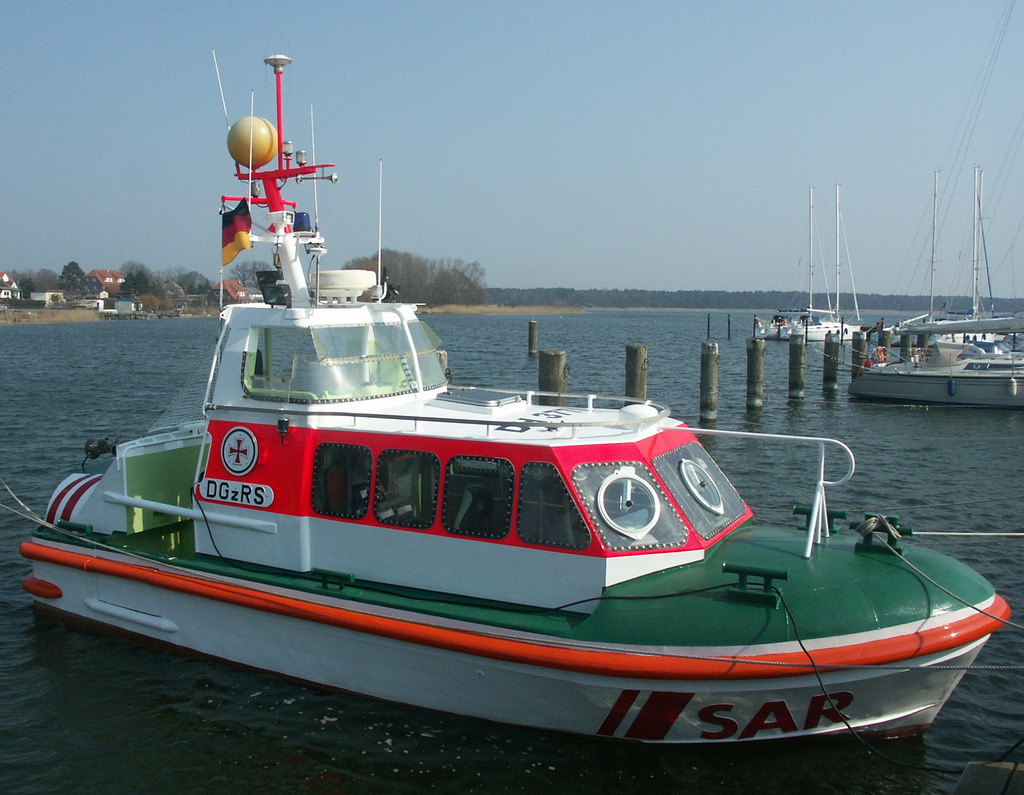
SRB der 8,5-m-Klasse

Mit den Erfahrungen aus den drei Baureihen ging die DGzRS an die Neukonstruktion für die Folgegeneration der SRB. Die wichtigsten Verbesserungen waren eine deutlich gesteigerte Geschwindigkeit bei hoher Seetüchtigkeit und eine erweiterte rettungsdienstliche und medizinische Ausrüstung. Ein umlaufendes Fendersystem erlaubte das schadlose Längsseitsgehen auch bei hoher Geschwindigkeit und unter schwierigen Bedingungen. Wie bei der ersten Generation konnten die Boote wahlweise von einem inneren und einem äußeren Fahrstand aus gesteuert werden, jedoch war nun der Außenfahrstand in halboffener Bauweise ausgeführt, um dem stehenden Schiffsführer mehr Schutz bieten zu können.
Nachdem drei Boote zwischen 1988 und 1990 gebaut und ausgiebig durch die DGzRS erprobt worden waren, erfolgte ab 1992 die Serienfertigung durch die Fassmer-Werft in Berne-Motzen. Gegenüber der Vorserie mit 8,28 Meter Länge wurden die Serienboote in 8,52 Meter Länge gefertigt. Bei einer Breite von 3,10 Meter haben die Boote einen Tiefgang von 95 cm und an der Seite eine Bergungspforte. Mit der Motorleistung von 215 PS (158 kW) und über einen Festpropeller wird eine maximale Geschwindigkeit von 18 Knoten erreicht. Alle 18 gebauten Boote sind seit 2021 außer Dienst gestellt und durch Neubauten der dritten Generation ersetzt worden. 

## 3. Generation ab 1999
Ab 1999 kam die aktuelle Generation von SRB zur Flotte, auch diese mit der bewährten Bergungspforte und der üblichen Aluminiumkonstruktion. Bei einer Breite von 3,61 Meter hatten sie anfänglich eine Länge von 9,41 Meter und einen Tiefgang von 96 cm. Als Neuerung wurde die Delta-Rumpfform eingeführt, die zu besseren Fahr- und Manövriereigenschaften führt. Die Boote werden ausschließlich von einem allseits geschlossenen Fahrstand geführt, bei dem der Schiffsführer sitzen kann. Durch die Einsparung eines unteren Fahrstands konnte mehr Raum zur Unterbringung von Personen gewonnen werden. Sie führen eine umfassende medizinische Ausrüstung mit.
Ein Schiffsdieselmotor mit einer Leistung von 320 PS verhilft den Booten zu einer Geschwindigkeit von 18 Knoten. Ab dem Jahr 2003 werden diese Boote mit zwei zusätzlichen Spanten gebaut, wodurch die Gesamtlänge auf 10,1 Meter gewachsen ist. Seit 2015 kommt ein stärkerer Motor mit 380 PS zum Einbau. Die vergrößerte Länge mit dem vorgezogenen Mast erleichtert die Zusammenarbeit mit Hubschraubern und die Handhabung bei Krankentransporten.
Nachdem die Boote anfangs bei den traditionellen Werften in Niedersachsen und Bremen gebaut wurden (Lürssen, Schweers und Fassmer) entstanden die letzten Boote bei der Werft Tamsen Maritim in Rostock. Die Serie ist mit Ablieferung der 33. Einheit zunächst abgeschlossen. Die letzten beiden Boote haben Boote der gleichen Klasse abgelöst und stehen nun als Reserve ohne feste Station zur Verfügung. Sie kommen zum Einsatz, wenn andere Rettungseinheiten zum Beispiel aufgrund einer Werftzeit vertreten werden müssen. Ein 34. Modell kam zur Serie durch den Austausch des Tochterboots beim SRK Hermann Marwede, die bei ihrem Bau ein 9,5-Meter-Boot  erhalten hatte.
Heckansichten der 2. und 3. Generation

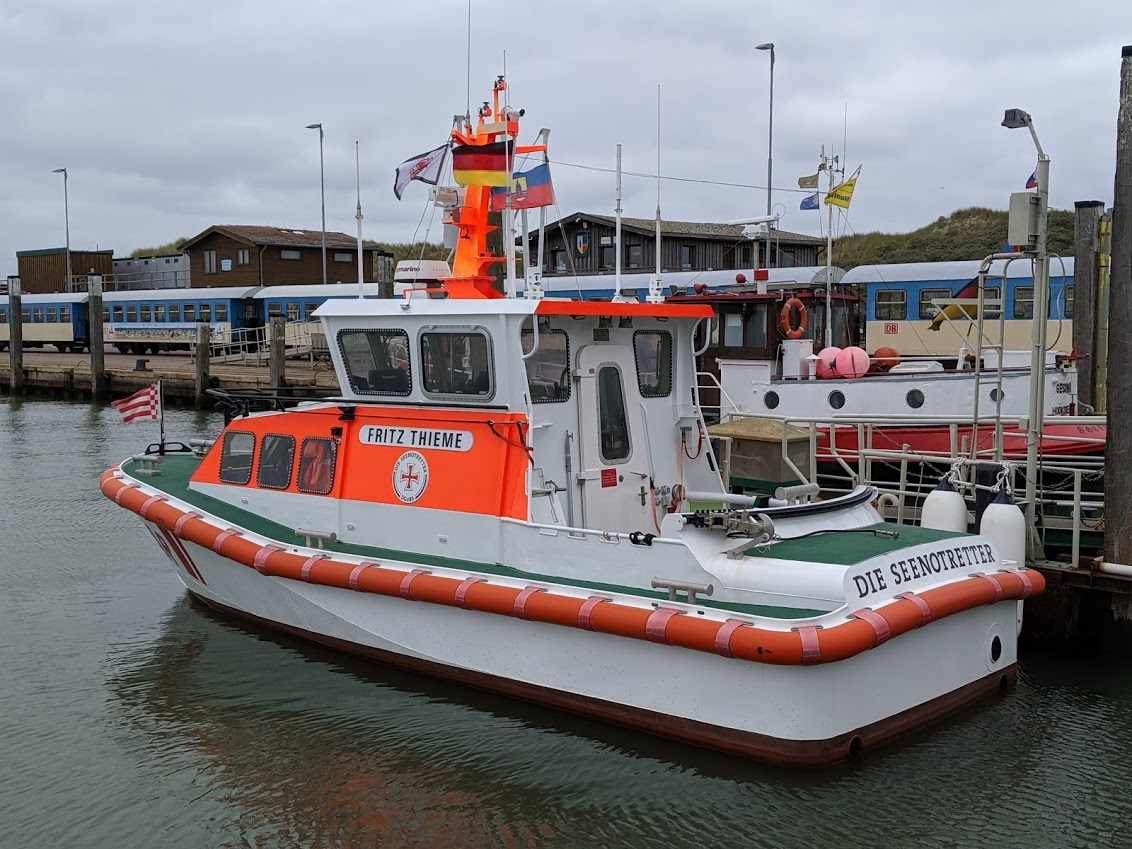
SRB 10,1-m-Klasse
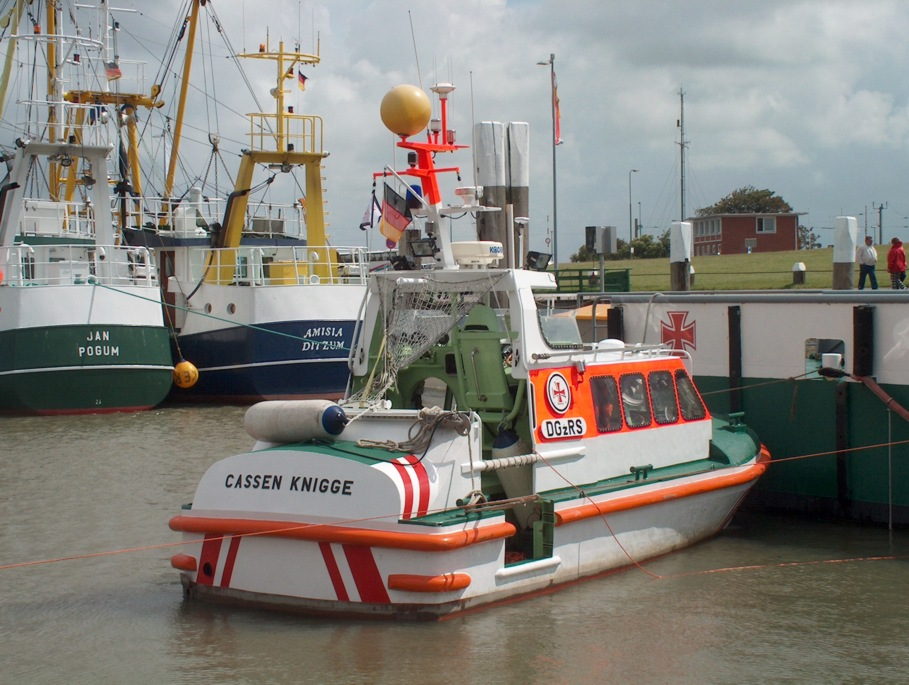
SRB 8,5-m-Klasse

## 4. Generation
Im Jahrbuch 2025 gab die DGzRS die Entwicklung einer völlig neuen Rettungsbootsklasse bekannt, da das aktuelle 10-m-Standardboot nicht mehr weiter gebaut werden soll. Nach Tests vergleichbarer Boote ausländischer Schwestergesellschaften soll ein 12,75 m langes Seenotrettungsboot entstehen, das mit einem doppelten Wasserstrahlantrieb ausgerüstet wird. Mit einer Gesamtleistung von 850 PS können die Boote eine Höchstgeschwindigkeit von 30 Knoten erreichen. Wie schon die beiden zuletzt eingeführten Bootsklassen der Boddenboote wird der Bau bei der finnischen Werft Arctic Airboats stattfinden. Als Material kommt Kunststoff zum Einsatz, der mit Glasfasern und Kohlenstofffasern verstärkt wird. Dadurch entsteht ein leichter, robuster Rumpf mit geringem Tiefgang von 0,75 m. Als Alternative zur Bergungspforte der bisherigen SRB ermöglicht der Jetantrieb im Heck eine tiefliegende Bergungsplattform. Freiflächen an Deck bieten Platz für Rettungsgeräte und im Innern steht wieder ein Raum zur Unterbringung von Geretteten zur Verfügung. Bevor das neue Boot in Serie gehen kann, soll ab 2026 ein Prototyp auf den Stationen der DGzRS intensiv erprobt werden. Das neue Boot ähnelt stark der 12,6 m langen Staff-Klasse von der norwegischen Redningsselskapet.

## Boddenboote

### 7-Meter-Klasse
Mit der Wiedervereinigung wurde die DGzRS auch für die Boddengewässer an der deutschen Ostseeküste zuständig. Dies erforderte die Einführung einer neuen Bootsklasse, der so genannten Boddenboote, die aufgrund ihres Wasserstrahlantriebs in diesen Flachgewässern operieren können. Bei 2,5 Meter Breite erreichen sie nur einen Tiefgang von 50 Zentimetern und können daher in extrem flachen Wasser eingesetzt werden. Während der Ruhezeiten des Bootes lagert dieses auf einem Trailer. Dadurch sind sie je nach Bedarf auf der offenen See oder auf den Bodden einsetzbar. Zugfahrzeug ist bzw. war eine Spezialanfertigung eines Unimog U 2150 L, dessen Abgasanlage nach oben geführt wurde, damit der Wagen mitsamt Trailer an den Strand fahren kann und das Boot im Wasser vom Trailer aufschwimmen kann. Die Hecht in Zinnowitz hatte mittlerweile einen Traktor John Deere 7730 als Zugmaschine erhalten. Insgesamt wurden vier Boote gefertigt, die allesamt seit 2026 nicht mehr im Dienst stehen.

### 6,8-Meter-Klasse
Im Jahr 2003 hatte die DGzRS für die Flachwasser- und Schilfzonen des Oderhaffs ein Festrumpfschlauchboot mit 6,8 Meter Länge beschafft. Das offene Boot hatte als einziges keine Kajüte und erzeugte die Selbstaufrichtung durch einen Airbag (Kentersack) auf dem Gerätebügel im Heck. Aufgrund der hohen Geschwindigkeit von maximal 37 Knoten und dem geringen Tiefgang von 40 Zentimeter war es ideal für schnelle Einsätze im weitläufigen Revier. Das Einzelstück wurde 2018 am Liegeplatz in Ueckermünde gestohlen und ist verschollen.

### 8,9-Meter-Klasse
Seit 2018 stellt die DGzRS ihren freiwilligen Mitarbeitern einen völlig neuen Bootstyp für die weitläufigen Bodden- und Fördegewässer zur Verfügung. Das 8,9 Meter lange unsinkbare Vollkunststoffboot (Rigid Buoyant Boat) hat bei 3,10 Meter Breite einen Tiefgang von minimal 65 Zentimetern. Mit den zwei Außenbordmotoren von jeweils 200 PS erreicht es als Höchstgeschwindigkeit 38 Knoten (ca. 75 km/h). Bisher (Stand 12/2022) sind von diesem Typ sechs Boote in Dienst gestellt worden. Von diesen ist das letzte Boot eine Variante für die Seenotretterakademie in Neustadt mit offenem Steuerstand. Die Boote sind Semi-Selbstaufrichter und besitzen einen Airbag auf dem Heckträger über den Außenbordmotoren.

### 8,4-Meter-Klasse
Da die Boote der 7-Meter-Klasse von 1993 die durchschnittlichen Dienstzeit von 30 Jahren erreichen und als Ersatz lediglich drei Einheiten benötigt wurden, suchte die Gesellschaft auf dem Markt nach einem geeigneten Rumpf für einen Nachfolgetyp, der mit Aufbauten nach eigenen Bedürfnissen zu versehen war. Für die Abmessungen war von den Maßen der im Dienst befindlichen Boote, maximal der Länge der vorhandenen Stationsgebäude, auszugehen.
Gemeinsam mit der finnischen Werft Arctic Airboats, die schon die Boote der 8,9-m-Klasse liefert, entwickelte die DGzRS einen neuen Bootstyp. Im Unterschied zur 8,9-Meter-Klasse besitzt der neue Bootstyp einen Rumpf aus Aluminium und erhält für den Einsatz als Seenotrettungsboot, das über den Strand zu Wasser gebracht und zurückkehren muss, einen Jet-Antrieb. Das neue Boot mit 8,4 Meter Länge erhält einen neuen 3-achsigen Spezialtrailer für den Straßentransport zur offenen Ostsee beziehungsweise zu den rückwärtigen Bodden und Haffs, der von einem Traktor gezogen wird. Das erste Boot mit der internen Bezeichnung SRB 85 wurde im November 2023 auf der Station Wustrow stationiert. Die Serie wurde 2026 komplettiert mit dem dritten Boot der Klasse für die Station in Zingst.

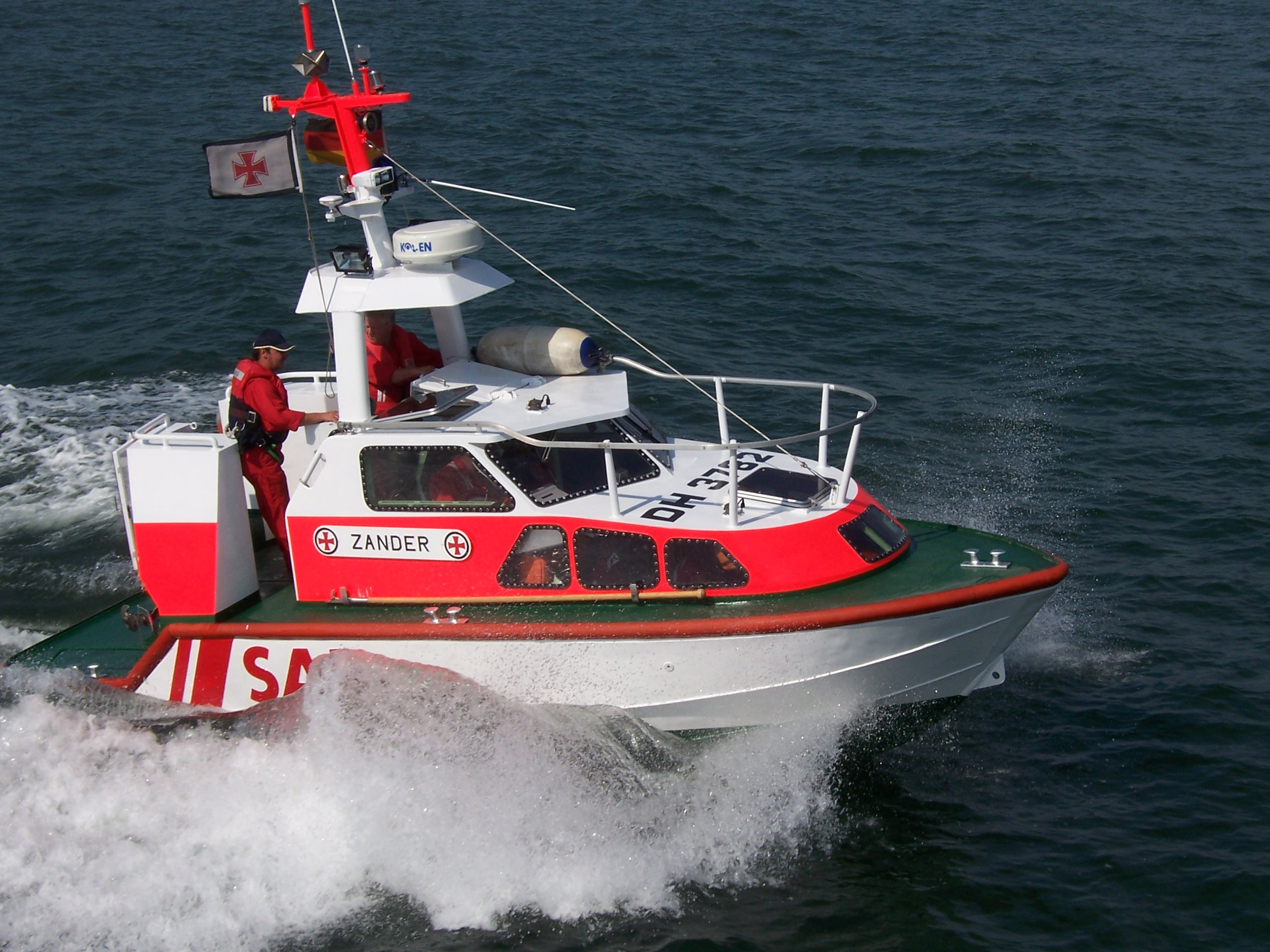
SRB 7-m-Klasse
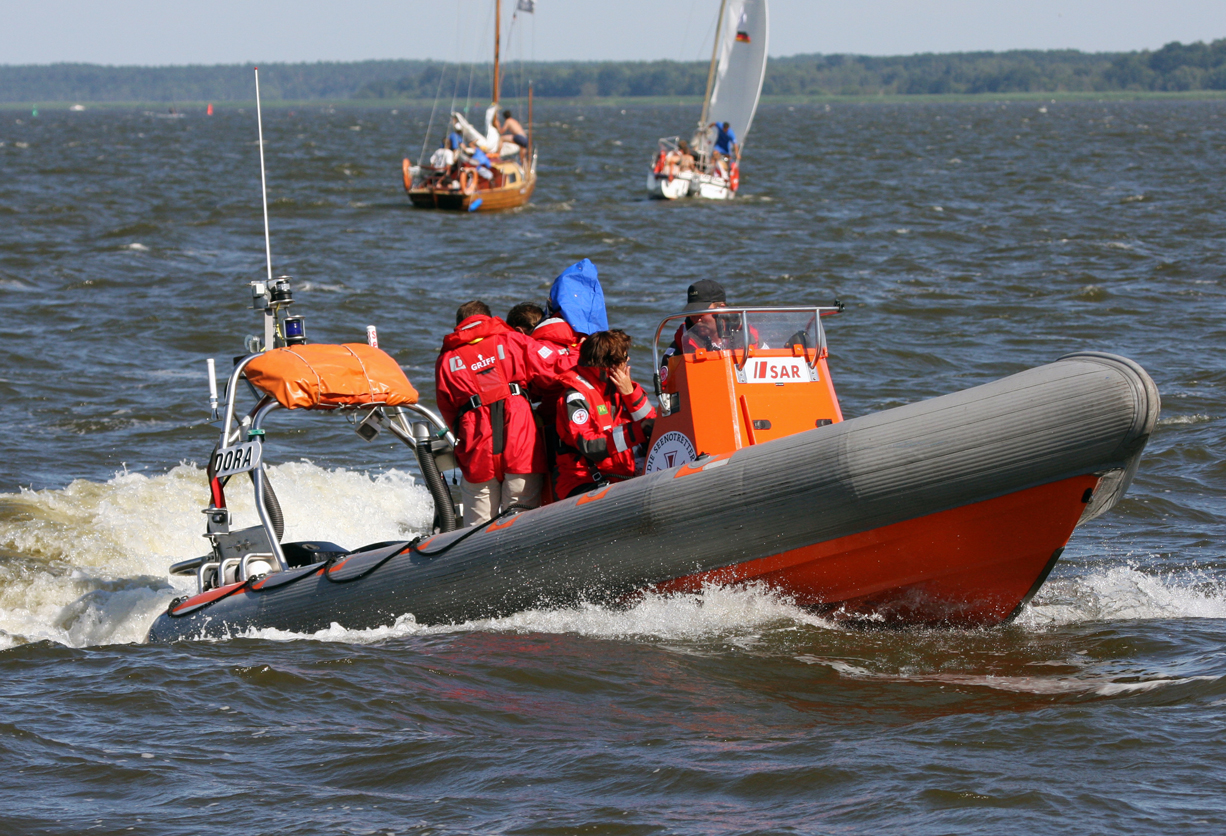
SRB 6,8-m-Klasse
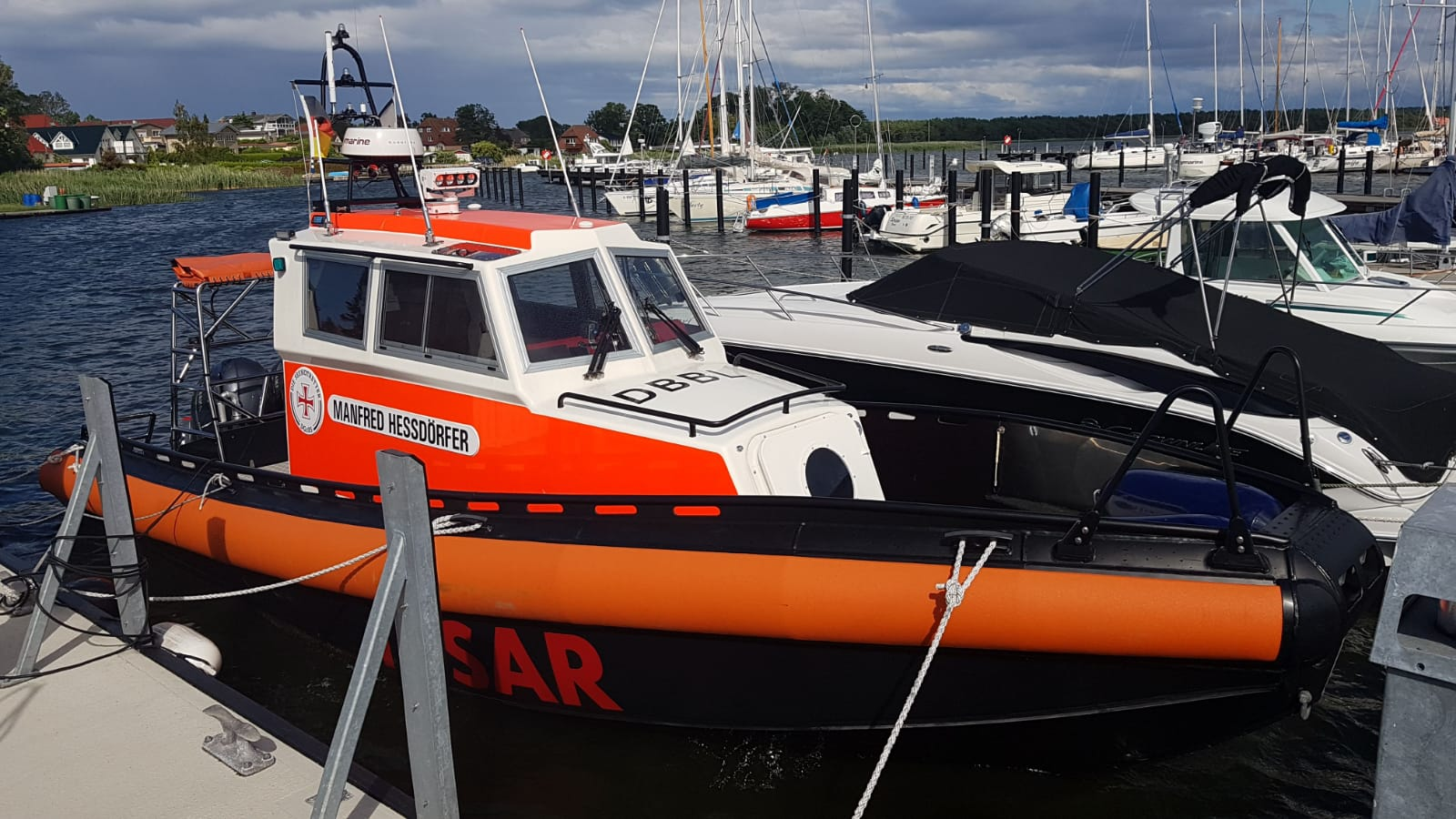
SRB 8,9-m-Klasse (RBB)
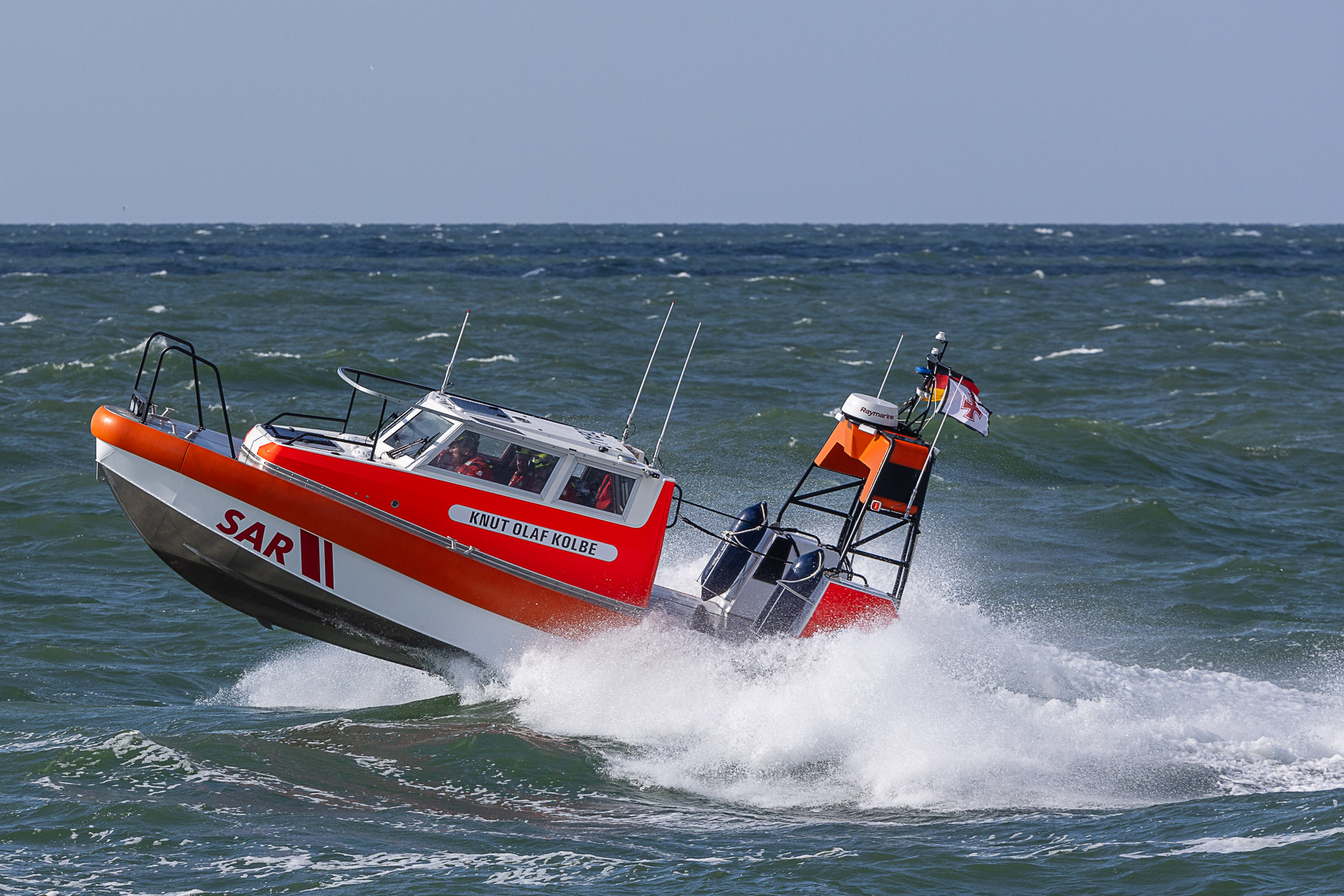
SRB 8,4-m-Klasse

## Technische Daten der Baureihen aller Seenotrettungsboote seit 1971
| Bootsklasse | Einsatzzeit von → bis   | Länge         | Breite | Tief- gang    | Bau- mat. | Ver- drän- gung | Crew | Anz. Motoren ges. Leistung | v-max (Antrieb)         | Reichweite | Anz. geb. | Anz. i. D. | Anz. Res. |
| --- | ----------------------- | ------------- | ------ | ------------- | --------- | --------------- | ---- | -------------------------- | ----------------------- | ---------- | --------- | ---------- | --------- |
| aktuelle Bootsklassen |                         |               |        |               |           |                 |      |                            |                         |            |           |            |           |
| 8,4-Meter | 2023 → …                | 8,40 m        | 2,80 m | 0,60 m        | Alu       | 4,5 t           | 2 FW | 1 = 313 kW                 | 33 kn (Jet)             | 120 sm     | 3         | 3          | 0         |
| 8,9-Meter | 2018 → …                | 8,90 m        | 3,10 m | 0,88 m        | HDPE      | 3,2 t           | 3 FW | 2 AB → 294 kW              | 38 kn (F-P)             | 240 sm     | 8         | 8          | 0         |
| 10,1-Meter | 2015 → … 2003 → …       | 10,10 m       | 3,61 m | 0,96 m        | Alu       | 8,0 t           | 3 FW | 1 = 279 kW bzw. 235 kW     | 20 kn (F-P) 18 kn (F-P) | 240 sm     | 15 5      | 15 5       | 0         |
| 9,5-Meter | 1999 → …                | 9,41 m        | 3,61 m | 0,96 m        | Alu       | 7,0 t           | 3 FW | 1 = 235 kW                 | 18 kn (F-P)             | 240 sm     | 14        | 11         | 2         |
| ausgemusterte Bootsklassen |                         |               |        |               |           |                 |      |                            |                         |            |           |            |           |
| 7,0-Meter | 1993 → 2024             | 7,00 m        | 2,50 m | 0,50 m        | Alu       | 3,5 t           | 3 FW | 1 = 215 kW                 | 24 kn (Jet)             | 130 sm     | 4         | Museum: 1  | Museum: 1 |
| 8,5-Meter | 1992 → 2024 1987 → 2015 | 8,52 m 8,28 m | 3,10 m | 0,95 m 0,85 m | Alu       | 5,5 t 4,6 t     | 3 FW | 1 = 158 kW                 | 18 kn (F-P)             | 200 sm     | 15 3      | Museum: 3  | Museum: 3 |
| 6,8-Meter | 2003 → 2018             | 6,80 m        | 2,70 m | 0,40 m        | Alu       | 2,2 t           | 2 FW | 1 AB → 165 kW              | 37 Kn (F-P)             | 110 sm     | 1         | Museum: 0  | Museum: 0 |
| 9-Meter | 1977 → 2006             | 9,00 m        | 2,70 m | 0,90 m        | Alu       | 5,0 t           | 3 FW | 1 → 110 kW                 | 15 Kn (F-P)             | 320 sm     | 5         | Museum: 0  | Museum: 0 |
| 12-Meter | 1972 → 1993             | 12,20 m       | 3,00 m | 0,90 m        | Alu       | 10 t            | 3 FW | 1 → 177 kW                 | 17 Kn (F-P)             | 250 sm     | 2         | Museum: 2  | Museum: 2 |
| 7-Meter-71 | 1971 → 1999 1980 → 2003 | 6,92 m 7,00 m | 2,34 m | 0,60 m        | Alu       | 1,65 t 2,5 t    | 3 FW | 1 → 40 kW 1 → 50 kW        | 10 Kn (F-P)             | ? sm       | 12 3      | Museum: 9  | Museum: 9 |
| Stand: @ August 2021 |                         |               |        |               |           |                 |      |                            |                         |            |           |            |           |
| Erläuterungen der Einheiten: m = Meter \| kW = Kilowatt \| kn = Knoten \| sm = Seemeile Abkürzungen: i. D. = in Dienst \| v-max = größte Geschwindigkeit \| geb. = gebaut \| Res. = Reserve \| F-P = Festpropeller |                         |               |        |               |           |                 |      |                            |                         |            |           |            |           |

## Stationen der Seenotrettungsboote an der Nord- und Ostsee
| Puttgarden |

| Horumersiel |

| Wilhelmshaven |

| Neustadt |

| Gelting |

| Timmendorf |

| Damp |

| Wangerooge |

| Neuhar- lingersiel |

| Langeoog |

| Juist |

| Kühlungsborn |

| Vitte |

| Hörnum |

| Glowe |

| Lauterbach |

| Eiderdamm |

| Baltrum |

| Eckern- förde |

| Lippe |

| Heiligenhafen |

| Fedderwardersiel |

| Travemünde |

| Stralsund |

| Freest |

| Langballigau |

| Brunsbüttel |

| Norddeich |

| Schilksee |

| Prerow |

| Breege |

| Maasholm |

| Ueckermünde |

| Schleswig |

| Burgstaaken |

| Wustrow |

| Zinnowitz |

| Zingst |

| DGzRS Zentrale |

| NORDSEE |

| OSTSEE |

| BREMEN |

| HAMBURG |

| SCHLESWIG-HOLSTEIN |

| NIEDERSACHSEN |

| MECKLENBURG-VORPOMMERN |